# Burials
Burials (рус. Погребение) — девятый студийный альбом американской рок-группы AFI, изданный 22 октября 2013 года лейблом Republic Records.
Дэйви Хэвок, вокалист группы AFI, прокомментировал запись, сказав следующее: «Это запись тишины и погребения, которое исходит от тишины. (Альбом) о предательстве, жестокости, слабости, беспокойства, панике — глубокой и медленной — отчаянии, обиде и потере».

## Об альбоме
Лидер AFI Дэйви Хэвок начал писать материал для Burials осенью 2011 года, но студийную работу группа начала только весной 2013-го. Центральной темой новых песен стали чувства хаоса, удушья, бессилия, отчаяния, звучание коллектива ощутимо эволюционировало: сырая простота диска Crash Love сменилась более объёмным и многослойным, более мрачным звуком.
Выходу Burials предшествовали синглы «I Hope You Suffer» и «17 Crimes»; кроме того на страницах электронной версии журнала Spin вместе с публикацией, посвящённой скорому выпуску пластинки, состоялась премьера трека «A Deep Slow Panic».

## Отзывы
Реакция музыкальных критиков на Burials была смешанной. Наиболее положительно об альбоме отозвался рецензент сайта Allmusic Мэтт Коллар, отметивший темноту звучания, лирического и музыкального, свидетельствующего о творческом росте AFI: «Как показывает недоброжелательный и кинематографический открывающий трек „The Sinking Night“, Burials преимущественно альбом эпического уныния и ангстных угроз, которые часто исполняются так, как если бы они были написаны для саундтрека к стилизованному триллеру или скользкому аниме-фильму о потерянной любви и мучительной одержимости».
Штатный автор ресурса Punknews Брайне в нейтральном обзоре назвал Burials атмосферным и одним из наиболее интересных альбомов AFI, которые не только проявляют здесь свои сильные стороны, но и пробуют несколько новых вещей, большинство из которых работает. Критик журнала Rolling Stone Майк Пауэлл отозвался о диске негативно, заявив, что большинство песен — за исключением «17 Crimes» и «Greater Than 84» — «тонут в омуте подводки для глаз».

## Список композиций
| №   | Название                     | Длительность |
| --- | ---------------------------- | ------------ |
| 1.  | «The Sinking Night»          | 2:18         |
| 2.  | «I Hope You Suffer»          | 4:37         |
| 3.  | «A Deep Slow Panic»          | 4:01         |
| 4.  | «No Resurrection»            | 4:27         |
| 5.  | «17 Crimes»                  | 2:57         |
| 6.  | «The Conductor»              | 3:41         |
| 7.  | «Heart Stops»                | 3:08         |
| 8.  | «Rewind»                     | 4:12         |
| 9.  | «The Embrace»                | 3:25         |
| 10. | «Wild»                       | 3:11         |
| 11. | «Greater Than 84»            | 4:17         |
| 12. | «Anxious»                    | 3:50         |
| 13. | «The Face Beneath the Waves» | 5:10         |

## Участники записи
- Дэйви Хэвок — вокал
- Джейд Пьюджет — гитара
- Хантер Бёрган — бас-гитара
- Адам Карсон — ударные

## Чарты
| Чарт (2013)                      | Высшая позиция |
| -------------------------------- | -------------- |
| Австралия (ARIA)                 | 10             |
| Великобритания (UK Albums Chart) | 59             |
| US Billboard Alternative Albums  | 3              |
| US Billboard Hard Rock Albums    | 2              |
| US Billboard Rock Albums         | 3              |
| США (Billboard 200)              | 9              |